# Opinia publiczna
Opinia publiczna (z fr. opinion publique) – reakcja zbiorowości ludzkich na działania polityczne i społeczne; wyrażany publicznie stan świadomości tych zbiorowości. Opinia publiczna dotyczy spraw ważnych dla społeczeństwa, często kontrowersyjnych. Ma charakter dynamiczny, może ulegać zmianom w krótkim czasie.
Socjolog Sławomir Nawotny proponuje następujące znaczenie tego terminu: „opinia publiczna danej społeczności to zbiór dominujących w niej opinii w kwestiach publicznych ważnych dla niej w danym czasie”.
Opinię publiczną potocznie utożsamia się z reakcją czy świadomością ludzi. W takim rozumieniu opinia publiczna to po prostu społeczeństwo, a dokładniej jego dorośli członkowie, posiadający prawa wyborcze, aktywna politycznie.
Choć opinię publiczną można rozumieć jako aprobatę lub dezaprobatę wobec działań politycznych, to badania i analizy wskazują również na istnienie trzeciego stanu: obojętności wobec danego zjawiska. Często partie polityczne walczą właśnie o zmniejszenie się tej trzeciej grupy – o przeciągnięcie na swoją stronę obojętnych lub niezdecydowanych.
Opinia publiczna odnosi się do wydarzeń teraźniejszych, jak i też tych z przeszłości; choć skupia się na kwestiach krajowych, dotyczy także problemów o charakterze globalnym, czy spraw znajdujących się na pograniczu spraw wewnętrznych państwa i zagranicznych, jak w latach 90. XX w. w Polsce spraw związanych ze wstąpieniem Polski do NATO czy integracji z Unią Europejską.

## Twórcy pojęcia
Wyrażenia „opinia publiczna” jako pierwszy użył Jean-Jacques Rousseau w liście z 2 maja 1744 roku do francuskiego ministra spraw zagranicznych. Rousseau definiował opinie publiczną jako instancję orzekającą, możliwą do potępienia danych wydarzeń lub ludzi. Od tamtego czasu genewski pisarz używał tego pojęcia wielokrotnie w różnych swoich dziełach.
Pojęcie zaczęło się rozpowszechniać. W 1782 roku pojawiło się w powieści Niebezpieczne związki, Choderlosa de Laclosa. W XIX w. we Francji opinię publiczną zdefiniował też Napoleon, twierdząc:
„Opinia publiczna jest niewidzialną i tajemniczą potęgą, której nic nie jest w stanie się oprzeć, nic nie jest od niej bardziej zmienne, bardziej nieokreślone i silniejsze. A przy tym, przy wszystkich swych kaprysach, jest ona znacznie częściej, niż się wydaje, prawdziwa, rozsądna, sprawiedliwa”.
Pomimo bezpośredniego nieużywania pojęcia „opinia publiczna” Alexisa de Tocqueville można uznać za osobę rozwijającą jego znaczenie. Odpowiada on bowiem za jeden z pierwszych opisów procesu tzw. spirali milczenia, które pochodzi z dzieła O demokracji w Ameryce. Książka ta zawiera opisy, oceny, wyjaśnienia i analizy skutków opinii publicznej. Uznawał, że zjawisko to istnieje zarówno w Europie, jak i w Ameryce, ale w jego ojczyźnie wywiera mocniejszy nacisk na konformistyczne zachowania. Ponadto dowodził, że opinia publiczna posiada wpływ zarówno na jednostkę, jak i władzę.
W XX wieku, głównie za sprawą amerykańskich socjologów, doszło do kolejnych prób definiowania tego pojęcia. Hans Speier w artykule z 1950 roku, zdefiniował ją następująco: „przez opinię publiczną należy rozumieć w niniejszym przeglądzie historycznym opinie dotyczące spraw o znaczeniu państwowym, wyrażane swobodnie i publicznie przez ludzi spoza kręgu władzy, którzy roszczą sobie prawo, aby ich zdanie miało wpływ na działanie, decyzje personalne i struktury rządu”. Walter Lippmann opisał mechanizmy wpływające na opinie w książce zatytułowanej Opinia Publiczna.

## Opinia a wybory
Opinia publiczna zwiększa poczucie więzi politycznej, co stanowi podstawę kształtowania się elektoratów. Osoby wyrażające podobne opinie skupiają się wokół symboli, poglądów, wartości i są skłonne udzielić poparcia politykom głoszącym podobne poglądy.
Opinia publiczna jest kształtowana przez informacje, które do niej docierają, a te mogą być poddane manipulacji. Uważa się wręcz, że opinią publiczną często manipulują partie polityczne i środki masowego przekazu. Uwidacznia się to szczególnie podczas kampanii wyborczej, gdy zwiększona aktywność partii politycznych spotyka się z dużym zainteresowaniem mediów.
Opinia publiczna nie istnieje jako samodzielny byt, jej obecność uzależniona jest od specyfiki komunikacji politycznej.

## Opinia społeczna
Często obok terminu opinia publiczna używa się określenia opinia społeczna. Eugeniusz Młyniec w swoim artykule pt. Opinia publiczna określa opinię społeczną jako pojęcie szersze niż opinia publiczna. Opinia społeczna ma według niego dotyczyć szerszego zakresu problemów, w tym problemów niewiążących się bezpośrednio z polityką, takich jak wychowanie, transplantacja organów, aborcja.
Jak pokazuje dotychczasowa historia, opinia publiczna nie prowadzi do powstania społeczeństwa jednomyślnego, zwartego, idącego w jednym kierunku, mającego precyzyjnie określone poglądy i wymagania. Jest to raczej przestrzeń komunikacyjna, w której mogą toczyć się dyskusje, czasami burzliwe, dotyczące poglądów i oczekiwań.
Eugeniusz Młyniec przyznaje jednak, że każdy z tych problemów może stać się problemem politycznym, gdy zainteresują się nim siły polityczne i wykorzystają do walki o władzę. Zwykle jednak pojęć „opinia społeczna” i „opinia publiczna” używa się wymiennie, a to pierwsze jest rzadziej stosowane.

## Historia badań opinii publicznej

### Badania opinii
Badaniem opinii publicznej zajmuje się socjologia, korzystając z metod statystycznych. W Polsce badania opinii publicznej potocznie nazywa się sondażami, niektóre ośrodki badawcze (np. Polska Akademia Nauk) stosują także amerykańskie określenie „survey”.
Na podstawie badań opinii publicznej zarówno politycy, jak i obywatele tworzą sobie obraz społeczeństwa, w którym funkcjonują. Wcześniej, gdy nie przeprowadzano sondaży na taką skalę, źródłem danych o społeczeństwie na potrzeby władzy były jawne raporty administracji oraz tajne raporty innych służb (np. policji), natomiast obywatele byli zdani na wyciąganie wniosków z własnych obserwacji i doświadczeń.
Badania opinii publicznej często są poddawane krytyce: „opinia publiczna nie jest wyrocznią delficką, na której polityk mógłby się oprzeć, decydując o sprawach państwa. Społeczeństwo nie ma narzędzi ustalania trafnych odpowiedzi na trudne pytania. Jego odpowiedzi powstają z plotek, gdzieś zasłyszanych pomówień, demagogicznych argumentów, stereotypów, uprzedzeń i ludzkiej głupoty” – stwierdza Marek Ostrowski, dziennikarz i komentator wydarzeń politycznych.
Autorzy tacy jak David Morley, Peter Dahlgren czy William Gamson, pokazują, że interpretacje informacji są równie zróżnicowane, co interpretacje fikcji, i że należą one do zagadnień wykraczających poza samą przestrzeń polityczną. Analiza opinii publicznej, nawet kiedy zbliża się do socjosemiologii, nie jest jeszcze dostatecznie społeczna i nie bierze pod uwagę istnienia potwierdzonej konfliktowości społecznej i aktorów w dużej liczbie.
Badania opinii publicznej, wpływają w pewnym stopniu na samą opinię publiczną. Powodem jest publikacja wyników badań opinii publicznej w mediach, do których społeczeństwo ma dostęp. Nawet ta część badań, która jest wykonywana na zlecenie partii czy rządu i pozostaje tylko do wiadomości zlecających, może wpływać na działania tych podmiotów. Badania te są jednym z fundamentów działań marketingu politycznego.

### Na świecie
Zjawisko opinii publicznej jest równie stare jak władza. Tam, gdzie istniała władza, pojawiały się oceny na temat jej działań, przychylne lub krytyczne. Represyjność władzy ograniczała funkcjonowanie opinii publicznej, ale nie można było jej ignorować, ponieważ kończyło się to mniej lub bardziej gwałtownie przebiegającym konfliktem, wliczając w to przewroty i rewolucje. Tworzenie się opinii publicznej we współczesnym znaczeniu przypada na okres Oświecenia, a proces ten trwał do pierwszych lat XX w., gdyż wiązał się z rozwojem demokracji, powszechnego prawa wyborczego i parlamentaryzmu.
„Drogą zapobieżenia tym nagłym wystąpieniom ludu jest zapewnienie mu pełnej w prasie informacji o ich własnych sprawach i podjęcie starań, by doprowadzić do tego, aby przeniknęły one do całej ludności. Podstawą naszego systemu jest opinia publiczna, najważniejszym zadaniem jest to prawo utrzymać. Gdyby ode mnie zależało zdecydowanie, czy lepiej jest mieć rząd bez prasy informacyjnej, czy prasę bez rządu, nie wahałbym się opowiedzieć za drugą odpowiedzialnością” – pisał pod koniec XVIII w. Tomasz Jefferson.
W Stanach Zjednoczonych w roku 1935 powstał American Institute of Public Opinion w Princeton założony przez socjologa i statystyka George’a Horace’a Gallupa. Od 1936 roku instytucja ta zaczęła przeprowadzać badania opinii publicznej, zaprojektowane przez Gallupa i określane odtąd jego imieniem (ang. Gallup polls), dotyczące opinii publicznej, oddziaływania reklamy i czytelnictwa. AIPO stała się wzorem dla innych ośrodków i badań tego typu na całym świecie, kładąc podwaliny pod współczesny marketing polityczny. W Niemczech pierwszy instytut badania opinii publicznej został założony w Allensbach przez Elisabeth Noelle-Neumann, badaczkę opinii publicznej, autorkę teorii spirali milczenia.
Pierwsze badania opinii publicznej miały miejsce jeszcze przed Gallupem. Sam Gallup wspomina w swej pracy o sondażu, który zorganizował w 1883 roku Charles H. Taylor, wydawca Boston Globe dla obliczenia wstępnych wyników głosowania, by na tej podstawie przewidzieć ostateczny wynik wyborów.
W 1824 roku w Harrisburgu w Stanach Zjednoczonych jedna z gazet przeprowadziła „próbne głosowanie” w wyborach prezydenckich. W czasie I wojny światowej znane było badanie Lundeneena – ankieta o tym, czy Stany Zjednoczone mają przystąpić do wojny. Po Wielkiej Wojnie bardzo długo trafnie przewidywało zachowania wyborcze. Przykładowo badanie pisma „Literary Digest”, zwracające się do miliona swoich czytelników nie myliło się w swoich sądach, aż do „wpadki” w 1936 roku, gdy wygrał Franklin D. Roosevelt, a nie, zgodnie z wynikami badania, Alfred R. Landon. Trafnie za to i dość dokładnie, z błędem wynoszącym zaledwie 5%, wybór Roosevelta przewidział George Horacy Gallup.
Gallup zastosował w swoim badaniu technikę doboru próby reprezentatywnej – wybrał takie osoby, które reprezentują w miarę dokładnie cechy danego społeczeństwa i to w takich samych proporcjach, w jakich występują w całej populacji. Wcześniej sądzono po prostu, że im większej liczbie osób zada się pytanie, tym bardziej prawdopodobne będą uzyskane odpowiedzi. To nowe podejście oznacza, że pytanie wystarczy zadać małej, ale odpowiednio dobranej grupie – w przypadku takiego kraju jak Polska około tysiącu osobom.
W Europie sondaże opinii zaczęto przeprowadzać po II wojnie światowej. Były one prowadzone zarówno przez instytucje rządowe, jak i prywatne.
Neil Postman w książce Technopol dotyczącej wpływu techniki na współczesną kulturę, ocenia, że sondaże przenoszą odpowiedzialność z przywódców politycznych na ich wyborców. Uważa, że co prawda politycy powinni reprezentować swoich wyborców, ale mają się kierować własną oceną tego, co służy najlepiej interesom społeczeństwa. Przed rozpowszechnieniem się sondaży przywódców politycznych oceniano na podstawie ich zdolności do podejmowania decyzji zgodnych z ich najlepszą wiedzą, natomiast teraz: „w miarę jak sondaże doskonalą swoje metody i zyskują coraz szerszy zasięg, rośnie nacisk na przywódców, by zrezygnowali z samodzielnego decydowania o czymkolwiek i podporządkowali się opiniom wyborców – niezależnie od tego, jak źle wyborcy owi byliby poinformowani i jak krótkowzroczne wydawaliby opinie”.

### W Polsce
W latach 1948–1956 władze zabraniały badań opinii publicznej, później były one prowadzone tylko na pewne tematy i cenzurowane, część badań była utajniona, powstawały na zlecenie różnych organów władzy.
W Polskiej Rzeczypospolitej Ludowej badania opinii publicznej zostały zapoczątkowane przez socjologów. Pierwszy reprezentacyjny sondaż został przeprowadzony w styczniu i lutym 1958 roku w Łodzi, z tytułu odbywających się wyborów do rad narodowych.
W maju 1958 Stefan Nowak, Zofia Józefowicz i Anna Pawełczyńska przeprowadzili znane badanie światopoglądu warszawskich studentów. Zastosowano w nim nowatorską jak na owe czasy metodę sondażu ankietowego, z losowym doborem próby, zbieraniem danych za pomocą kwestionariusza i zaawansowanymi technikami analizy danych. Antoni Sułek, socjolog z Uniwersytetu Warszawskiego, nazywa go „pierwszym pełnokrwistym sondażem socjologicznym w Polsce”. Wyniki trafiły nie tylko do opracowań naukowych, ale także na pierwszą stronę amerykańskiego dziennika „The New York Times” i do audycji Radia Wolna Europa. Sondaż ten dał początek całej serii badań, coraz bardziej niechętnie widzianych przez oficjalne czynniki.
Pod koniec 1958 roku powstał Ośrodek Badania Opinii Publicznej (OBOP), pierwszy polski instytut badania opinii publicznej, który jest najstarszą instytucją tego typu w Europie Środkowo-Wschodniej; prowadzi badania socjologiczne dotyczące zasięgu i oddziaływania radia i telewizji, a także sondaże opinii społecznej i badania postaw wobec spraw ważnych społecznie. Początkowo był jednostką organizacyjną Telewizji Polskiej, instytucją należącą do rządu; w wyniku prywatyzacji w 1998 roku stał się częścią grupy Taylor Nelson Sofres – jednej z największej na świecie firm badań rynkowych. Ośrodek ten zaczynał jako kilkuosobowy zespół, korzystający z pomocy wolontariuszy; w XXI w. był instytutem badawczym zatrudniającym ponad 90 pracowników i dysponującym siecią 600 zawodowych ankieterów. Jako pierwszy w Polsce, gdyż już w latach 60. wykonywał badania rynkowe – rynku odbiorników radiowych, a w latach 70.: znajomości marki Woolmark.
Do początku lat 80. sytuacja polityczna w kraju była niesprzyjająca w stosunku do akulturacji badań opinii publicznej. Część obywateli Polskiej Rzeczypospolitej Ludowej podchodziła do badań jak do sytuacji oficjalnej, w której stosowała język i wyrażała opinie zgodne z propagandową wizją rzeczywistości głoszoną przez władzę.
Jeszcze w trakcie trwania stanu wojennego, we wrześniu 1982 roku, ówczesna władza powołała do życia Centrum Badania Opinii Społecznej (CBOS), w celu zapewnienia rządowi informacji o opiniach i nastrojach społeczeństwa. Po roku 1989 pojawiły się sondaże i prognozy wyborcze dla partii i polityków, często publikowane w środkach przekazu. Od 1997 roku podejmuje również badania na zlecenie polskiego parlamentu. W latach 90. XX w. rozpoczęło działalność kilka nowych ośrodków badania opinii publicznej; ich nazwy znane są z wyników sondaży prezentowanych przez środki masowego przekazu.
Dzisiaj na większości wydziałów humanistycznych polskich uczelni wyższych młodzi dziennikarze, politolodzy i socjolodzy zdobywają wiedzę dotyczącą mechanizmów kształtowania opinii publicznej. Jednym z podstawowych tekstów, na których opierają się wykładowcy, jest Opinia Publiczna Waltera Lippmanna.